# Josu Juaristi
Josu Mirena Juaristi Abaunz (né le 4 mars 1964 à Azkoitia) est un homme politique basque espagnol membre de Euskal Herria Bildu.

## Biographie
Lors des élections européennes de 2014 il est élu au Parlement européen, où il siège au sein de la Gauche unitaire européenne/Gauche verte nordique. Il démissionne prématurément de son mandat européen le 27 février 2018.